# Domaine d'Ōmura
Le domaine d'Ōmura (大村藩, Ōmura-han) est un domaine féodal tozama japonais de la période Edo situé dans la province de Hizen.
Constitué depuis les temps anciens, le domaine d'Ōmura est contrôlé depuis le XIIe siècle par le clan Ōmura qui prétend descendre de Fujiwara no Sumitomo (d. 941). Tadazumi Ōmura, descendant à la huitième génération de Fujiwara no Sumitomo, est le premier à prendre le patronyme « Ōmura », du nom de l'emplacement de son château et de sa propriété. Parmi ses descendants, on compte Sumitada Ōmura (1532-1587), un des daimyos chrétiens de Kyūshū. Sumitada ouvre le port de Nagasaki aux Portugais et favorise son développement. À la suite de la campagne de Toyotomi Hideyoshi contre le clan Shimazu, les Ōmura sont confirmés dans leurs possessions, bien que Nagasaki ait été pris aux Jésuites et transformé en un chokkatsu-ryō, c'est-à-dire bien foncier directement géré par l'administration Toyotomi. Son fils Ōmura Yoshiaki (1568-1615) se range du côté de Tokugawa Ieyasu à la bataille de Sekigahara mais est contraint de céder ses domaines à son fils, Sumiyori Ōmura (d. 1619). Sumiyori a été baptisé comme son père et son grand-père mais avec la promulgation des édits bannissant le christianisme, il devient apostat et persécute les chrétiens de son domaine. Les Ōmura gagnent ainsi la confiance du shogunat Tokugawa et sont confirmés dans leurs possessions d'une valeur de 27 900 koku jusqu'à la restauration de Meiji.
Ōmura Sumihiro, le dernier daimyo, est d'abord un fervent soutien du gouvernement de Tokugawa qui lui marque sa confiance en le nommant Nagasaki bugyō en 1862. Mais il fait défection pour le camp sonnō jōi en 1864 et s'allie à l'alliance Satchō durant la guerre de Boshin. Avec l'abolition du système han en 1871, le domaine d'Ōmura intègre la nouvelle préfecture de Nagasaki.
Son fils Sumio Ōmura est élevé au rang de vicomte (shishaku) dans le système nobiliaire kazoku en 1884, puis au rang de comte (hakushaku) en 1891. Mais comme il n'a pas de fils, c'est son beau-fils, le fils de Tadahiro Shimazu, qui est son héritier.
L'ancien domaine d'Ōmura fait à présent partie de la ville d'Ōmura, préfecture de Nagasaki.

## Liste des daimyos
- Clan Ōmura

|    | Nom                        | Dates     | Titre           | Rang                    |
| -- | -------------------------- | --------- | --------------- | ----------------------- |
| 1  | Ōmura Yoshiaki (大村喜前)  | 1587-1616 | Tangō-no-kami   | 5e inférieur (従五位下) |
| 2  | Ōmura Sumiyori (大村純頼)  | 1616-1619 | Minbu-daisuke   | 5e inférieur (従五位下) |
| 3  | Ōmura Suminobu (大村純信)  | 1620-1651 | Tangō-no-kami   | 5e inférieur (従五位下) |
| 4  | Ōmura Suminaga (大村純長)  | 1651-1706 | Inaba-no-kami   | 5e inférieur (従五位下) |
| 5  | Ōmura Sumimasa (大村純尹)  | 1706-1712 | Chikugo-no-kami | 5e inférieur (従五位下) |
| 6  | Ōmura Sumitsune (大村純庸) | 1712-1727 | Ise-no-kami     | 5e inférieur (従五位下) |
| 7  | Ōmura Sumihisa (大村純富)  | 1727-1748 | Kawachi-no-kami | 5e inférieur (従五位下) |
| 8  | Ōmura Sumimori (大村純保)  | 1748-1761 | Danjō-shōhitsu  | 5e inférieur (従五位下) |
| 9  | Ōmura Sumiyasu (大村純鎮)  | 1761-1803 | Shinano-no-kami | 5e inférieur (従五位下) |
| 10 | Ōmura Sumiyoshi (大村純昌) | 1803-1836 | Tangō-no-kami   | 5e inférieur (従五位下) |
| 11 | Ōmura Sumiaki (大村純顕)   | 1835-1847 | Tangō-no-kami   | 5e inférieur (従五位下) |
| 12 | Ōmura Sumihiro (大村純熈)  | 1847-1871 | Tangō-no-kami   | 5e inférieur (従五位下) |
| XX | Ōmura Sumio (大村純雄)     |           |                 |                         |

## Source de la traduction
- (en) Cet article est partiellement ou en totalité issu de l’article de Wikipédia en anglais intitulé « Ōmura Domain » (voir la liste des auteurs).